# Julio Padilla
Pour les articles homonymes, voir Padilla.
Padilla  Miranda est un nom espagnol. Le premier nom de famille, en général paternel, est Padilla ; le second, en général maternel, souvent omis, est Miranda.
Julio Padilla Miranda (né le 13 septembre 1992 à Guatemala) est un coureur cycliste guatémaltèque, qui participe à des compétitions sur route et sur piste. Son frère aîné Alejandro est lui aussi coureur cycliste.

## Biographie
Julio Padilla pratique d'abord le triathlon durant sa jeunesse, avant de passer au cyclisme. Au cours de sa carrière, il remporte des courses dans son pays natal, mais aussi aux États-Unis, au Costa Rica, au Belize, au Honduras et au Nicaragua. Il termine également deuxième du championnat d'Amérique centrale en 2017, ou encore neuvième du championnat panaméricain sur route en 2016. 
Sur piste, il devient champion du Guatemala à de multiples reprises,. Il finit par ailleurs deuxième de l'omnium aux championnats panaméricains de 2016, ou encore troisième du scratch aux championnats panaméricains de 2021.

## Palmarès sur route

### Par années
- 2009
  -  Champion du Guatemala du contre-la-montre juniors
- 2011
  - 2e étape de la Vuelta de la Juventud Guatemala
- 2012
  - 1re étape de la Clásica Pre-Vuelta Mundo Maya
- 2013
  -  Médaillé d'or de la course en ligne aux Jeux d'Amérique centrale
  - 1re étape de la Vuelta de la Juventud Guatemala
  - 5e étape du Tour du Nicaragua
- 2015
  - 3e étape du Tulsa Tough
  - 5e étape de l'Intelligentsia Cup
  - 3e étape de la Ruta del Imperio Kaqchiquel
- 2016
  - Palmer's Sand Springs Criterium
  - 1re et 2e étapes de l'Oklahoma City Classic
  - 3e étape du Hotter'N Hell Hundred
  - 2e de la Holy Saturday Cross Country Cycling Classic
  - 9e du championnat panaméricain sur route
- 2017
  - 3e étape du Tour Por La Paz
  - Intelligentsia Cup :
    - Classement général
    - 1re étape

  - Hotter'N Hell Hundred :
    - Classement général
    - 1re étape

  - 1reb et 2e étapes de la Clásica de Chimazat
  - 2e de la Gateway Cup
  - 3e du Tour Por La Paz
  - 3e de l'Athens Twilight Criterium
  - 3e de l'Historic Roswell Criterium
- 2019
  - 2e étape du Tour Por La Paz
  - 2e étape de la Clásica Byron Arriola
  - Holy Saturday Cross Country Cycling Classic
  - Tour Valle de Sula :
    - Classement général
    - 1re étape (contre-la-montre)

  - 1re et 9e étapes du Tour du Guatemala
  -  Médaillé d'argent du championnat d'Amérique centrale sur route
  - 3e du Grand Prix Chapín
- 2020
  - 1re étape du Tour du Guatemala
- 2022
  - 3e du championnat du Guatemala du contre-la-montre
- 2023
  - 3e étape du Tour Por La Paz
  - 10e du championnat panaméricain sur route
- 2024
  -  Médaillé d'argent du championnat d'Amérique centrale du contre-la-montre par équipes

### Classements mondiaux
| Année            | 2013 | 2014 | 2015 | 2016 | 2017 |
| ---------------- | ---- | ---- | ---- | ---- | ---- |
| UCI America Tour | 293e |      |      | 106e | 106e |

## Palmarès sur piste

### Championnats panaméricains
- Aguascalientes 2016
  -  Médaillé d'argent de l'omnium
- Aguascalientes 2018
  - Huitième de l'omnium[7].
  - 11e de la course scratch[8]
- Lima 2021
  -  Médaillé de bronze de la course scratch

### Championnats nationaux
- 2018
  -  Champion du Guatemala de poursuite par équipes (avec Dorian Monterroso, Manuel Rodas et Alfredo Ajpacajá)
  -  Champion du Guatemala de l'américaine (avec Alejandro Padilla)
- 2019
  -  Champion du Guatemala de course aux points
  -  Champion du Guatemala de l'élimination
  -  Champion du Guatemala du scratch
- 2021
  -  Champion du Guatemala de course aux points
  -  Champion du Guatemala de l'américaine (avec Alder Torres)
  -  Champion du Guatemala de poursuite
  -  Champion du Guatemala du scratch